# Любоничи
Любоничи (бел. Любонічы) — деревня в Кировском районе Могилёвской области Белоруссии. Административный центр Любоничского сельсовета.

## История
Название - производное от фамилий Любин, Любатов, Любашов, Любинич, Любонич.
В 1560 году уже известно как село.

## Население
На 1 января 2017 года в деревне насчитывалось 327 хозяйств, в которых проживало 661 жителя.

## Культура
- Этнографический музей «Спадчына» в ГУО «Любоничский учебно-педагогический комплекс детский сад-средняя школа». Музей открыт 3 ноября 1990 года.
- Музей боевой и народной славы в ГУО «Любоничский учебно-педагогический комплекс детский сад-средняя школа». Музей открыт 9 мая 1985 года.

## Достопримечательности
- Свято-Космо-Дамиановский храм
- Братская могила